# داویت لوکیان
داویت آرسنی لوکیان (Դավիթ Արսենի Լոքյան؛ زادهٔ ۲۰ ژانویهٔ ۱۹۵۸) یک سیاستمدار، زیست‌شناس و اهل ارمنستان است که از تاریخ ۲۰۰۱ تا تاریخ ۲۰۰۳ در دولت آندرانیک مارگاریان سمت وزیر توسعه شهری ارمنستان، از تاریخ ۲۰۰۳ تا تاریخ ۲۰۰۸ در دولت آندرانیک مارگاریان و دولت اول سرژ سارگسیان سمت وزیر کشاورزی ارمنستان و از تاریخ ۲۰۱۶ تا تاریخ ۲۰۱۸ در دولت کارن کاراپتیان سمت وزیر مدیریت قلمرویی ارمنستان را برعهده داشت. لوکیان همچنین نماینده دوره دوم مجلس ملی جمهوری ارمنستان بود.

## زندگی‌نامه
در ۲۰ ژانویهٔ ۱۹۵۸ در نینوتسمیندا، گرجستان شوروی به دنیا آمد . وی همچنین برنده نشان آنانیا شیراکاتسی و مدال یادبود نخست‌وزیر ارمنستان شده‌است.